# Шведска на Светском првенству у атлетици на отвореном 2013.
Шведска је на Светском првенству у атлетици на отвореном 2013. одржаном у Москви од 10. до 18. августа, учествовала четрнаести пут, односно учествовала је на свим првенствима до данас. Шведска је пријавила 24 такмичара (14 мушкараца и 10 жена) у 12 (12 мушких и 9 женских) дисциплина. Међутим такмичарка Ebba Jungmark није била у стартној листи скока увис тако да је репрезентацију Шведске представљало 23 такмичара (14 мушкараца и 9 жена).,
На овом првенству Шведска је по броју освојених медаља делила 12. место са једном медаљом (златна). Оборена су један национални рекорд, два лична и шест најбољих личних рекорда у сезони. У табели успешности према броју и пласману такмичара који су учествовали у финалним такмичењима (првих 8 такмичара) Шведска је са два учесника у финалу делила 25 место са 12 бода.
| Плас. | Земља   | 1. место | 2. место | 3. место | 4. место | 5. место | 6. место | 7. место | 8. место | Бр. финал. | Бод. |
| ----- | ------- | -------- | -------- | -------- | -------- | -------- | -------- | -------- | -------- | ---------- | ---- |
| =25.  | Шведска | 1        | 0        | 0        | 0        | 1        | 0        | 0        | 0        | 2          | 12   |

## Учесници
Учествовало је 23 такмичара (14 мушкараца и 9 жена).
| Мушкарци: - Нил де Оливеира — 200 м - Филип Носми — 110 м препоне - Мустафа Мохамед — Маратон - Ато Ибањез — Ходање 20 км, Ходање 50 км - Персевс Карлстром — Ходање 20 км - Андреас Густафсон — Ходање 50 км - Алхађи Ђенг — Скок мотком - Михел Торнеус — Скок удаљ - Лејф Архенијус — Бацање кугле - Никлас Архенијус — Бацање диска - Матијас Јонс — Бацање кладива - Ким Амб — Бацање копља - Габријел Валин — Бацање копља - Маркус Нилсон — Десетобој | Жене: - Моа Јелмер — 200 м, 400 м - Абеба Арегави — 1.500 м - Шарлота Фовгберг — 3.000 м са препрекама - Ема Грен Трегаро — Скок увис - Ангелика Бенгтсон — Скок мотком - Ерика Јардер — Скок удаљ - Трејси Андерсон — Бацање кладива - Софи Флинк — Бацање копља - Бети Вејд — Седмобој |  |

## Освајачи медаља

### Злато (1)
- Абеба Арегави — 1.500 м

## Резултати

### Мушкарци
| Атлетичар         | Дисциплина     | Лични рекорд       | Предтакмичење | Предтакмичење | Квалификације         | Квалификације | Полуфинале            | Полуфинале            | Финале                | Финале       | Детаљи |
| Атлетичар         | Дисциплина     | Лични рекорд       | Резултат      | Место         | Резултат              | Место         | Резултат              | Место                 | Резултат              | Место        | Детаљи |
| ----------------- | -------------- | ------------------ | ------------- | ------------- | --------------------- | ------------- | --------------------- | --------------------- | --------------------- | ------------ | ------ |
| Нил де Оливеира   | 200 м          | 20,53              |               |               | 20,97                 | 5. у гр. 4    | Нису се квалификовали | Нису се квалификовали | Нису се квалификовали | 34 / 55 (56) |        |
| Филип Носми       | 110 м препоне  | 13,47              | 13,66         | 6. у гр. 2    | 23 / 33 (34)          |               | Нису се квалификовали | Нису се квалификовали | Нису се квалификовали |              |        |
| Мустафа Мохамед   | Маратон        | 2:09:58            |               |               |                       |               |                       |                       | 2:17:09 ЛРС           | 22 / 50 (70) |        |
| Персевс Карлстром | 20 км ходање   | 1:23:43            | 1:28:20 ЛРС   | 38 / 52 (64)  |                       |               |                       |                       |                       |              |        |
| Ато Ибањез        | 20 км ходање   | 1:22:36            | 1:24:49       | 23 / 52 (64)  |                       |               |                       |                       |                       |              |        |
| Ато Ибањез        | 50 км ходање   | 4:03:20            | 3:53:38 ЛР    | 22 / 46 (61)  |                       |               |                       |                       |                       |              |        |
| Андреас Густафсон | 50 км ходање   | 3:50:47            | 4:01:40 ЛРС   | 39 / 46 (61)  |                       |               |                       |                       |                       |              |        |
| Алхађи Ђенг       | Скок мотком    | 5,81               |               |               | 5,55 кв               | 4. у гр. А    |                       |                       | 5,65 ЛРС              | 9 / 33 (40)  |        |
| Михел Торнеус     | Скок удаљ      | 8,22 (+2,0 м/с) НР | 7,75          | 11. у гр. А   | Нису се квалификовали | 19 / 28 (29)  |                       |                       |                       |              |        |
| Лејф Архенијус    | Бацање кугле   | 20,50              | 19,53         | 8. у гр. Б    | Нису се квалификовали | 14 / 29       |                       |                       |                       |              |        |
| Никлас Архенијус  | Бацање диска   | 66,22              | 59,13         | 12. у гр. А   | Нису се квалификовали | 24 / 30       |                       |                       |                       |              |        |
| Матијас Јонс      | Бацање кладива | 76,31              | 73,47         | 6. у гр. А    | Нису се квалификовали | 16 / 27 (29)  |                       |                       |                       |              |        |
| Габријел Валин    | Бацање копља   | 83,23              | 74,66         | 14. у гр. Б   | Нису се квалификовали | 29 / 33 (34)  |                       |                       |                       |              |        |
| Ким Амб           | Бацање копља   | 84,33              | 80,84 кв      | 6. у гр. А    | 78,91                 | 11 / 33 (34)  |                       |                       |                       |              |        |

#### Десетобој
| Дисциплина    | Маркус Нилсон | Маркус Нилсон | Маркус Нилсон | Маркус Нилсон | Маркус Нилсон | Маркус Нилсон |
| Дисциплина    | Лич. рек.     | Резултат      | Бод.          | Плас.         | Укупно        | Плас.         |
| ------------- | ------------- | ------------- | ------------- | ------------- | ------------- | ------------- |
| 100 м         | 11,24         | 11,42         | 769           | 31.           |               |               |
| Скок удаљ     | 6,93          | 6,62          | 725           | 32.           | 1.494         | 33            |
| Бацање кугле  | 15,26         | 14,81         | 778           | 5.            | 2.272         | 30.           |
| Скок увис     | 2,02          | 1,87          | 687           | 29.           | 2.959         | 29.           |
| 400 м         | 49,54         | 50,56         | 789           | 23.           | 3.748         | 26.           |
| 110 м препоне | 14,74         | 15,04         | 845           | 21.           | 4.593         | 24.           |
| Бацање диска  | 48,19         | 42,49         | 715           | 19.           | 5.308         | 25.           |
| Скок мотком   | 4,80          | 4,50          | 760           | 9.            | 6.068         | 24.           |
| Бацање копља  | 59,97         | 54,86         | 661           | 25.           | 6.729         | 24.           |
| 1.500 м       | 4:18,01       | 4:20,11 ЛРС   | 811           | 2             |               |               |
| Десетобој     | 8.104         |               |               |               | 7.540         | 24 / 25 (34)  |

### Жене
| Атлетичарка       | Дисциплина       | Лични рекорд | Квалификације | Квалификације | Полуфинале            | Полуфинале            | Финале                | Финале       | Детаљи |
| Атлетичарка       | Дисциплина       | Лични рекорд | Резултат      | Место         | Резултат              | Место                 | Резултат              | Место        | Детаљи |
| ----------------- | ---------------- | ------------ | ------------- | ------------- | --------------------- | --------------------- | --------------------- | ------------ | ------ |
| Моа Јелмер        | 200 м            | 23,19        | 23,33         | 6. у гр. 1    | Није се квалификовала | Није се квалификовала | Није се квалификовала | 30 / 46 (50) |        |
| Моа Јелмер        | 400 м            | 51,13 НР     | 52,39         | 5. у гр. 2    | Није се квалификовала | Није се квалификовала | Није се квалификовала | 24 / 35 (36) |        |
| Абеба Арегави     | 1.500 м          | 3:56,60 НР   | 4:07,66 КВ    | 1. у гр 1     | 4:05,66               | 1. у гр 2             | 4:02,67               |              |        |
| Шарлота Фовгберг  | 3.000 м препреке | 9:45,12      | 9:59,17       | 13. у гр 1    |                       |                       | Није се квалификовала | 26 / 27 (29) |        |
| Ема Грен Трегаро  | Скок увис        | 2,01         | 1,92 кв       | 1. у гр А     | 1,97 ЛРС              | 5 / 27                |                       |              |        |
| Ангелика Бенгтсон | Скок мотком      | 4,58         | 4,45          | 8. у гр Б     | Није се квалификовала | 16 / 19 (22)          |                       |              |        |
| Ерика Јардер      | Скок удаљ        | 6,71         | 6,59 кв       | 6. у гр А     | 6,47                  | 10 / 29 (31)          |                       |              |        |
| Трејси Андерсон   | Бацање кладива   | 70,82        | 61,37         | 14. у гр А    | Није се квалификовала | 26 / 27               |                       |              |        |
| Софи Флинк        | Бацање копља     | 61,40 НР     | 61,96 КВ, НР  | 4. у гр А     | 59,52                 | 10 / 27               |                       |              |        |

#### Седмобој
| Дисциплина    | Бети Вејд    | Бети Вејд  | Бети Вејд | Бети Вејд | Бети Вејд | Бети Вејд    |
| Дисциплина    | Лични рекорд | Резултат   | Бод.      | Плас.     | Укупно    | Плас.        |
| ------------- | ------------ | ---------- | --------- | --------- | --------- | ------------ |
| 100 м препоне | 13,68        | 14,02      | 976       | 25.       |           |              |
| Скок увис     | 1,83         | 1,74       | 903       | 22.       | 1.879     | 23.          |
| Бацање кугле  | 14,46        | 13,80      | 781       | 9.        | 2.660     | 19.          |
| 200 м         | 25,11        | 26,64      | 829       | 27.       | 3.489     | 24.          |
| Скок удаљ     | 6,12         | 5,80       | 789       | 24.       | 4.278     | 24.          |
| Бацање копља  | 43,15        | 40,13      | 670       | 23.       | 4.948     | 26.          |
| 800 м         | 2:18,36      | 2:16,34 ЛР | 874       | 19.       |           |              |
| Седмобој      |              |            |           |           | 5.768     | 27 / 29 (33) |